# El Pocito, Querétaro Arteaga
El Pocito är en ort i Mexiko.   Den ligger i kommunen Jalpan de Serra och delstaten Querétaro Arteaga, i den centrala delen av landet, 240 km norr om huvudstaden Mexico City. El Pocito ligger 1 158 meter över havet och antalet invånare är 122.
Terrängen runt El Pocito är bergig. Runt El Pocito är det ganska glesbefolkat, med 48 invånare per kvadratkilometer. Närmaste större samhälle är Tampate, 19,8 km öster om El Pocito. I omgivningarna runt El Pocito växer i huvudsak städsegrön lövskog.